# 長崎女子高等学校
長崎女子高等学校（ながさきじょしこうとうがっこう）は、長崎県長崎市上小島一丁目にある私立高等学校。学校法人鶴鳴学園が運営しており、長崎女子短期大学の系列校になっている。

## 沿革
- 1896年（明治29年）10月 - 新潟から来住した笠原田鶴子が、長崎市出来大工町の中島川岸に「長崎女子学院」を設立。
- 1901年（明治34年）1月 - 長崎市伊良林に移転し、「私立鶴鳴女学校」と改称。
- 1912年（明治45年）4月 - 「鶴鳴実科高等女学校」に改称。
- 1920年（大正9年）5月 - 「鶴鳴高等女学校」と改称。
- 1921年（大正10年）2月 - 長崎市上小島（現在地）に移転。
- 1948年（昭和23年）4月 - 学制改革に伴い、「鶴鳴女子高等学校」（新制高等学校）となる。
- 1951年（昭和26年）3月 - 学校法人鶴鳴学園が設立され、同法人による運営に移行。
- 1997年（平成9年）4月 - 「長崎女子高等学校」（現校名）と改称。
- 2015年（平成27年） - 県下最初の普通科総合選択制導入。

## 校訓
- 「創意・真心・共生」（1997年10月制定）

## 設置課程
- 全日制
  - 普通科
    - 普通コース
    - 特別進学コース

## 生徒会活動・部活動など
バスケットボール部
- 1972年（昭和47年） - 高校総体・第2回春の選抜（現・ウィンターカップ）・太陽国体で優勝。
- 1978年（昭和53年） - 第8回春の選抜で準優勝。
- 1991年（平成3年） - 高校総体で19年ぶり2回目の優勝。
- 2000年（平成12年） - 2000年とやま国体で準優勝。
- 2003年（平成15年） - 2003年長崎ゆめ総体で3位。

## 交通
- 長崎電気軌道崇福寺電停下車、徒歩8分。
- 長崎自動車（長崎バス）「東小島」バス停下車、徒歩5分。

## 主な出身者
- 大野慎子 （バスケットボール選手、JOMO）
- 大村早和（バスケットボール選手、アイシン ウィングス）
- 小磯典子 （バスケットボール選手、 JOMO）※旧姓は濱口
- 古海五月 （バスケットボール選手、共同石油）
- 古藤千鶴（バレーボール選手、PFUブルーキャッツ、久光製薬スプリングス）
- 永石春奈（バスケットボール選手、JALラビッツ、シャンソンVマジック）
- 成井千夏（バスケットボール選手、JOMO）
- 花田有衣（バスケットボール選手、JOMO、広東サンレイケーブ）
- 林田明佳 （バスケットボール選手、シャンソンVマジック）
- 藤崎朱里（バレーボール、7人制ラグビー選手、日立佐和リヴァーレ、ラガール7）
- 松田友美 （バドミントン選手、ヨネックス）
- 松山ゆかり （バスケットボール選手、日鉱共石/ジャパンエナジー）